# La Palmera del Parque
La Palmera del Parque es uno de los árboles singulares más reconocidos y característicos de la ciudad de Santa Cruz de Tenerife (Tenerife, España). Se trata de un ejemplar de palmera canaria (Phoenix canariensis) de una veintena de metros de altura, localizada en pleno centro de la capital tinerfeña, concretamente en la plaza Fernando Pessoa en un lateral de la calle Méndez Núñez, junto al Parque García Sanabria, de ahí su nombre.

## Reseña histórica
Este ejemplar es hoy el único vestigio de lo que fue antaño la zona en la que se ubica, los antiguos arrabales de la ciudad de Santa Cruz de Tenerife plagados de fincas abancaladas destinadas al cultivo. La construcción de edificaciones y urbanización de calles por encima del chicharrero barrio de El Toscal, respetó a esta palmera canaria al verse encuadrada en una pequeña plazoleta en el margen norte de la calle Méndez Núñez. Su porte alto y centenario reflejan hoy en día el paso del tiempo por ella, que no es otro que el de la ciudad que la acoge y su transformación en el último siglo. 

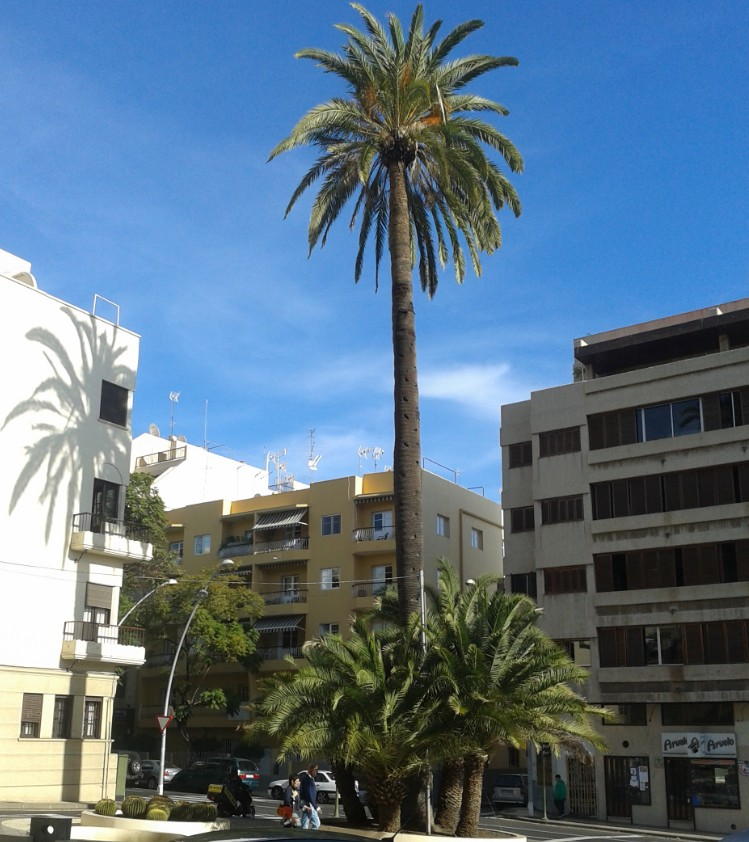
Antes de 2015

Así, son visibles en su tronco los tajos realizados décadas atrás para poder llegar a la copa y guarapearla. Se extraía de lo alto el guarapo, la savia de la palmera, con la idea de obtener posteriormente la dulce y conocida miel de palma.
En 2015 se eliminaron un grupo de cinco pequeñas palmeras que se añadieron al mismo alcorque en 2002 para mejorar las condiciones vegetativas de este ejemplar centenario.

Está incluida en el Catálogo de Árboles Monumentales y Flora Singular de Tenerife que edita el Cabildo de Tenerife, y en el catálogo de Árboles Singulares de Santa Cruz de Tenerife.

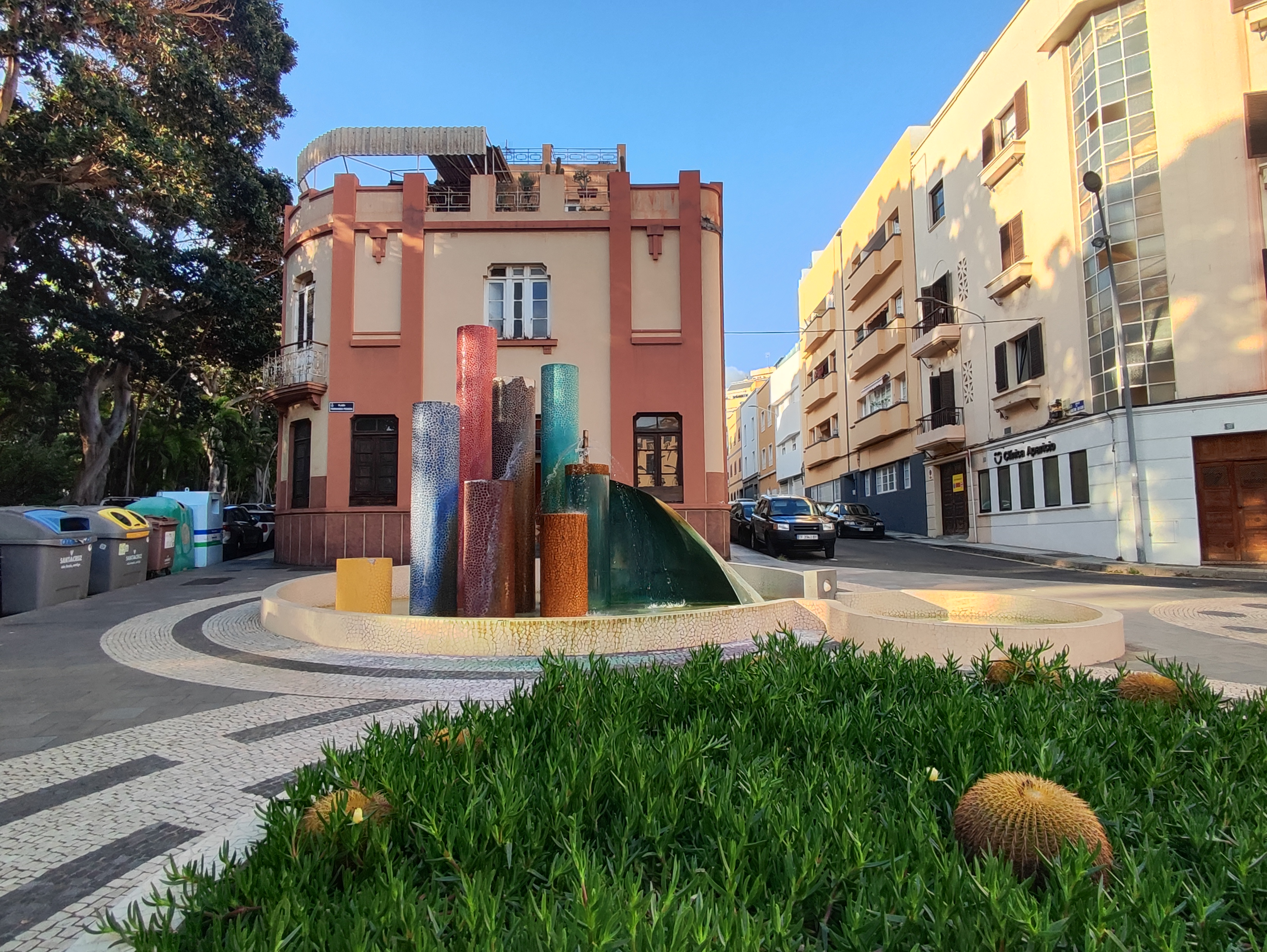
Plaza Fernando Pessoa

## Plaza Fernando Pessoa
La citada plaza Fernando Pessoa, en donde se encuentra la Palmera, es considerada la única plaza zodiacal de Canarias y probablemente de España. La plaza, obra de Pepe Dámaso, es una representación de la situación astral en el momento de la fundación de Lisboa. La decoración de la plaza está hecha a imagen de cómo estaba el cielo en el momento de la constitución de la capital portuguesa. La decoración de la fuente representa la posición de los planetas y en el fondo aparecen los signos del zodiaco.

## Datos de la Palmera
| Especie              | Palmera canaria (Phoenix canariensis) |
| Nombre popular       | La Palmera del Parque                 |
| Altitud              | 30 m s. n. m.                         |
| Edad aproximada      | 125 años                              |
| Altura               | 17 m                                  |
| Perímetro del tronco | 3,07 m                                |
| Perímetro en la base | 3,59 m                                |